# فرمت‌فاکتوری
فرمت فاکتوری (به انگلیسی: FormatFactory) یک نرم‌افزار چندرسانه‌ای تبدیل‌کننده فایل است.

این نرم‌افزار از اکثر فرمت‌های رایج پشتیبانی می‌نماید و قابلیت تبدیل هر نوع فرمت فایلی را داراست، در زمینه فایل‌های ویدئویی می‌توان فرمت‌هایی مانند MP4, 3GP, MPG, AVI, WMV, FLV, SWF یا در زمینه صوتی به MP3, WMA, MMF, AMR, OGG, M4A, WAV و همچنین در زمینه فرمت‌های تصویری هم به JPG, BMP, PNG, TIF, ICO, GIF, PCX, TGA اشاره نمود.